# Cantone di Belén
Il cantone di Belén è un cantone della Costa Rica facente parte della provincia di Heredia.
Belén forma parte della Gran Area Metropolitana, in cui l'area abitata costituisce almeno il 25% della superficie del cantone. Al nord della regione è situata la zona industriale "La Ribera", la quale si estende sul 18% dell'area di Belén.
Le principali attività agricole del cantone sono: la coltivazione della cipolla, dei pomodori, caffè, granturco, l'allevamento di bestiame e pollame.
Il centro ricreativo più noto del cantone è il parco acquatico di Ojo de Agua.

## Geografia antropica

### Suddivisioni amministrative
Il cantone  è suddiviso in 3 distretti:
- Asunción
- Rivera
- San Antonio